# GEM (groupe)
Pour les articles homonymes, voir GEM.

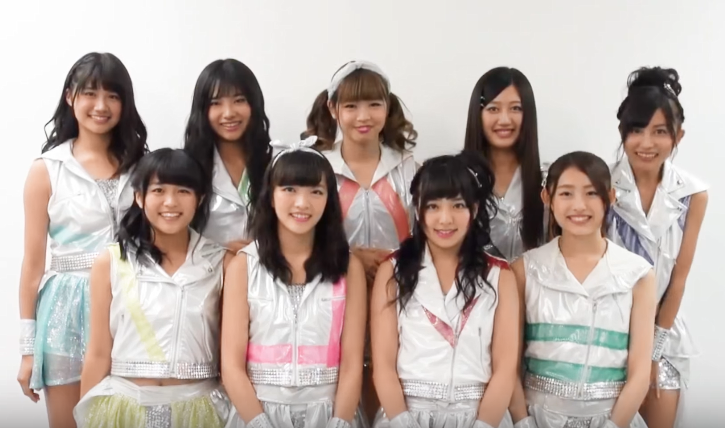
Photo du groupe.

GEM est un girl group japonais formé en 2012, composé d'idols. Il est actuellement composé (depuis le 31 août 2016) de 11 membres dont 10 en activité et une (Takeda Maaya) qui est partie le 25 juin 2016 étudier à Los Angeles pendant deux ans avant de reprendre ses activités au sein du groupe. Chaque membre est affilié à une pierre précieuse.

## Membres
| Nom                         | Surnom                | Date d'anniversaire | Age | Lieu de naissance      | Groupe sanguin | Couleur                   | Pierre précieuse |
| --------------------------- | --------------------- | ------------------- | --- | ---------------------- | -------------- | ------------------------- | ---------------- |
| Yūki Kanazawa (金澤有希)    | Yūkirin (ゆうきりん)  | 1er mai 1993        | 31  | Hokkaido               | AB             | Violet R194 G123 B212     | Améthyste        |
| Chisami Itō (伊藤千咲美)    | Chisarun (ちさるん)   | 3 mai 1995          | 29  | Préfecture d'Aichi     | O              | Perle R232 G223 B152      | Perle            |
| Yū Morioka (森岡 悠)        | Chan-man (ちゃんまん) | 9 juillet 1996      | 28  | Préfecture de Fukuoka  | A              | Jaune R245 G255 B120      | Citrine          |
| Nana Minamiguchi (南口奈々) | Natchii (なっちー)    | 5 octobre 1997      | 27  | Préfecture d'Osaka     | B              | Bleu clair R200 G240 B255 | Aigue-marine     |
| Jurin Kumashiro (熊代珠琳)  | Jurin (じゅりん)      | 31 décembre 1997    | 27  | Préfecture d'Osaka     | B              | Noir R25 G25 B25          | Carbonado        |
| Kako Oguri (小栗かこ)       | Kako-chin (かこちん)  | 2 janvier 1998      | 27  | Préfecture d'Aichi     | A              | Rose R214 G0 B87          | Alexandrite      |
| Rana Murakami (村上来渚)    | Rana-chin (らなちん)  | 14 janvier 1998     | 27  | Préfecture d'Osaka     | O              | Vert R40 G200 B90         | Émeraude         |
| Maaya Takeda (武田舞彩)     | Maaya (まあや)        | 21 août 1998        | 26  | Préfecture de Fukui    | O              | Rouge R230 G15 B15        | Rubis étoilé     |
| Maho Iyama (伊山摩穂)       | Mahochi (まほち)      | 13 janvier 1999     | 26  | Préfecture de Kanagawa | B              | Orange R255 G160 B0       | opale de feu     |
| Sara Hirano (平野沙羅)      | Sara-ran (さららん)   | 18 janvier 1999     | 26  | Préfecture de Hyogo    | O              | Vert clair R174 G182 B16  | Péridot          |
| Nishida Hirari (西田ひらり) | Hiichan (ひいちゃん)  | 30 juin 2001        | 23  | Préfecture de Shizuoka | O              | Bleu foncé R100 G85 B255  | Saphir           |

### Anciens membres
| Nom                         | Surnom             | Date d'anniversaire | Age | Lieu de naissance      | Groupe sanguin | Couleur                         | Pierre précieuse |
| --------------------------- | ------------------ | ------------------- | --- | ---------------------- | -------------- | ------------------------------- | ---------------- |
| Nagi Oozeki (大関凪)        | Nagichi (なぎち)   | 16 août 1996        | 28  | Hokkaido               |                | Bleu foncé R100 G85 B255        | Saphir           |
| Hazuki Sakamoto (坂元葉月)  | Hā-chin (はーちん) | 9 septembre 1998    | 26  | Préfecture de Hyogo    | O              | Rose R230 G75 B160              | Rhodolite        |
| Nana Asakawa (浅川梨奈)     | Nā-pon (なぁぽん)  | 3 avril 1999        | 25  | Préfecture de Saitama  | B              | Rose cristallisé R248 G187 B187 | Quartz rose      |
| Risa Uchimura (内村莉彩)    | Risa (りさ)        | 20 juin 2000        | 24  | Préfecture de Miyazaki | A              | Blanc R255 G255 B255            | Diamant          |
| Noguchi Monami (野口もなみ) | Monamin (もなみん) | 27 décembre 2000    | 24  | Préfecture de Kyoto    | A              | Or                              | Topaze (minéral) |

## Discographie
Singles
- 01/01/2014 : "We're GEM!"
- 04/06/2014 : Do You Believe?
- 17/12/2014 : Star Shine Story
- 30/09/2015 : Baby, Love Me!
- 23/03/2016 : Fine! ～fly for the future～
- 20/07/2016 : Spotlight
- 15/02/2017 : Sugar Baby

Albums
- 29/03/2016 : Girls Entertainment Mixture